# 248

## Události
- Římský senátor Decius na rozkaz císaře Philippa Arabse potlačil Pacatianovu vzpouru v Moesii a Iotapianovu vzpouru v Sýrii
- Římská říše slaví výročí 1000 let od založení hlavního města Říma

## Hlavy států
- Papež – Fabián (236–250)
- Římská říše – Philippus Arabs (244–249) + Philippus II., spoluvladař (244–249)
- Perská říše – Šápúr I. (240/241–271/272)
- Kušánská říše – Vášiška (247–267)
- Japonsko (region Jamataikoku) – královna Himiko (175–248)

Indie:
- Guptovská říše – Maharádža Šrí Gupta (240–280)